# The Two Heroes
The Two Heroes è un cortometraggio muto del 1911. Il nome del regista non viene riportato nei credit del film che, prodotto dalla Edison, fu interpretato da John R. Cumpson e Marc McDermott.

## Produzione
Il film fu prodotto dalla Edison Manufacturing Company.

## Distribuzione
Distribuito dalla General Film Company, il film - un cortometraggio in una bobina - uscì nelle sale cinematografiche USA il 26 aprile 1911.